# Mimohippopsis
Mimohippopsis is een kevergeslacht uit de familie van de boktorren (Cerambycidae). De wetenschappelijke naam van het geslacht werd voor het eerst geldig gepubliceerd in 1986 door Breuning.

## Soorten
Mimohippopsis omvat de volgende soorten:
- Mimohippopsis inaequalis Breuning, 1940
- Mimohippopsis rufus Breuning, 1986